# Evropská Superliga
The Super League, česky Evropská Superliga, je plánovaná fotbalová soutěž. Skládala by se z předních evropských klubů a za účelem konkurence pro současnou Ligu mistrů UEFA a z důvodu finančního zabezpečení, jelikož kluby jsou kvůli pandemii covidu-19 ve finančních problémech. Prvním a jediným předsedou byl Florentino Pérez.

## Formát soutěže
Ligu mělo hrát 20 týmů, které se měly rozdělit do dvou skupin po deseti. Utkání se měla hrát uprostřed týdne, aby nevznikla termínová kolize s domácími ligami. Tři nejlepší celky každé skupiny by postoupily do čtvrtfinále, kluby na 4. a 5. místě by čekal souboj o poslední volná místa. Čtvrtfinále a semifinále plánovali na dva zápasy, finále v květnu na neutrální půdě.

## Zakládající kluby
Ligu založilo 12 klubů, jednalo se o kluby tzv. anglické Velké šestky, tři italské a tři španělské celky. Tři další kluby se měly připojit před zahájením prvního ročníku. Těchto 15 klubů by bylo v lize natrvalo, k nim by se přidalo 5 týmů přes systém kvalifikací. Další přední evropské kluby, Paris Saint-Germain, Bayern Mnichov nebo Borussia Dortmund, se k lize odmítly připojit.
Zakládající členové
- Arsenal FC
- Chelsea FC
- Liverpool FC
- Manchester City FC
- Manchester United FC
- Tottenham Hotspur FC
- AC Milán
- Inter Milán
- Juventus FC
- Atlético Madrid
- FC Barcelona
- Real Madrid CF

## Vedení
| Pozice        | Jméno            | Další pozice                     |
| ------------- | ---------------- | -------------------------------- |
| Předseda      | Florentino Pérez | Prezident Realu Madrid           |
| Místopředseda | Andrea Agnelli   | Předseda Juventusu               |
| Místopředseda | Joel Glazer      | Spoluvlastník Manchesteru United |
| Místopředseda | John W. Henry    | Vlastník Liverpoolu              |
| Místopředseda | Stan Kroenke     | Vlastník Arsenalu                |

## Ohlasy
Oznámení vzbudilo ze strany UEFA a jednotlivých národních fotbalových asociací velmi negativní reakce. Zúčastněným klubům bylo vyhrožováno vyřazením z evropských pohárů pořádaných UEFA (Ligy mistrů, Evropské ligy a plánované Evropské konferenční ligy), z jejich domácích soutěží a hráči těchto klubů by nesměli reprezentovat svoji zemi. Založení ligy odsoudili i francouzský prezident Emmanuel Macron nebo britský premiér Boris Johnson, který navíc oznámil, že nemůže vyloučit zavedení zákonů, které by klubům zakázaly vstup do Superligy. Ostře se ohradil i bývalý fotbalista Manchesteru United Gary Neville, který prohlásil, že založení takové ligy je pouze „činem naprosté chamtivosti“ a je obzvlášť zklamaný vstupem svého bývalého klubu a tvrdí, že proti zakládajícím klubům musí být přijata tvrdá opatření. Vznik Superligy se nelíbil ani fanouškům, některé fanouškovské skupiny vyzývaly k bojkotu zápasů.

## Rozpad Superligy
Podle britských médií BBC a Independent se již v úterý 20. dubna 2021 (pouhé dva dny po ohlášení vzniku) po obrovské vlně nevole chystaly anglické kluby Chelsea a Manchester City projekt opustit. Do půlnoci téhož dne oficiálně oznámilo všech šest anglických klubů ukončení účasti v Evropské Superlize. Arsenal se v otevřeném dopise omluvil fanouškům za chybu, kterou bylo špatné rozhodnutí – zúčastnit se uzavřené elitářské soutěže. Ve středu 21. dubna z ligy odstoupily další kluby, jmenovitě italský Inter Milán a španělské Atlético Madrid. Naopak Barcelona vydala prohlášení, ve kterém uvedla, že v projektu hodlá pokračovat a opuštění Superligy by bylo historickou chybou. Z ligy posléze odstoupili i AC Milán s Juventusem, v Superlize tak zůstaly už pouze dva španělské celky, FC Barcelona a Real Madrid CF.

## Následky
Po neúspěchu Superligy skončil ve vedení Manchesteru United Ed Woodward, jeden z autorů celého konceptu. Objevily se i spekulace o rezignacích prezidenta Juventusu Agnelliho, Daniela Levyho z Tottenhamu nebo Florentina Péreze z Realu Madrid, ale také o možném prodeji klubu Arsenal FC, který vlastní rodina Kroenkeových.